# ثيودور إيكي
ثيودور إيكي (17 أكتوبر 1892   - 26 فبراير 1943) كان موظفًا ألمانيًا في قوات الأمن الخاصة خلال الحقبة النازية. كان أحد الشخصيات الرئيسية في تطوير نظام معسكر الاعتقال النازي في ألمانيا الذي استخدم لقمع المعارضة خلال الهولوكوست.
شغل إيكي منصب القائد الثاني لمعسكر الاعتقال داخاو في الفترة من يونيو 1933 إلى يوليو 1934، وكان معه معاونه ميخائيل ليبرت، أحد الجلادين لرئيس كتيبة العاصفة إرنست روم أثناء ليلة السكاكين الطويلة.  في عام 1939، أصبح إيكي قائدًا لSS Totenkopf في فافن إس إس، حيث قاد الفرقة خلال الحرب العالمية الثانية على الجبهتين الغربية والشرقية، واستمر في توسيع وتطوير نظام معسكرات الاعتقال.
قُتل إيكي في 26 فبراير 1943، عندما أسقطت طائرته خلال معركة خاركوف الثالثة.

## وظيفته في الإس إس

### النشاط النازي، وعضوية قوات الأمن الخاصة في وقت مبكر، والنفي
عكست وجهات نظر إيكي على جمهورية فايمار آراء الحزب النازي، التي انضم إليها برقم عضوية 114,901 في 1 ديسمبر 1928، وانضم أيضًا إلى كتيبة العاصفة (SA)، وهي منظمة شبه عسكرية تابعة للحزب النازي بقيادة إرنست روم.  غادر إيكي كتيبة العاصفة في أغسطس 1930 للانضمام إلى شوتزشتافل (SS) كعضو رقم 2921، حيث ارتفع بسرعة في الرتب بعد تجنيد أعضاء جدد وبناء منظمة SS في بلاتينيت البافارية. في عام 1931، تمت ترقية إيكي إلى رتبة إس إس- شتاندارتن فوهرر (أي ما يعادل عقيد) من قبل هاينريش هيملر، زعيم الرايخ إس إس. 

## مقتله
قتل إيكي يوم 26 فبراير 1943، خلال المراحل الافتتاحية لل معركة الثالث خاركوف، عندما ضربت طائرة الإستطلاع Fieseler فاي 156 ستورش بمدفعية مضادة للطائرات تابعة للجيش الأحمر بين قريتي Artil'ne وميكولايفكا، 105 كيلومتر (65 ميل) جنوب خاركوف بالقرب من لوزوفا.  تم تصوير إيكي في مطبعة المحور كبطل، وبعد وقت قصير من وفاته، تلقى أحد أفواج المشاة في توتينكوب لقب الكفة «ثيودور إيكي». دفن إيكي في الأصل في مقبرة عسكرية ألمانية بالقرب من أوريلكا في الاتحاد السوفيتي.  عندما أجبر الألمان على التراجع عندما شن الجيش الأحمر هجوم مضاد، نقل هيملر جثة إيكي إلى مقبرة هيجوالد في جيتومير في أوكرانيا.  بقيت جثة إيكي في أوكرانيا، حيث من المحتمل أنه تم تجريفها من قبل القوات السوفيتية حيث كان من المعتاد تدمير القبور الألمانية. 

## جوائز
- صليب حديدي (1914) من الدرجة الثانية [8]
- مشبك الصليب الحديدي (1939) من الدرجة الثانية (26 مايو 1940)
- صليب الحديدي (1939) الدرجة الأولى (31 مايو 1940) [9]
- وسام الفارس الصليبي الحديدي مع أوراق البلوط
  - وسام الفارس الصليبي الحديدي في 26 ديسمبر 1941 في برتية إس إس- جروبنفهر وجينيرال لوتنانت من فافن-إس إس وقائد فرقة SS "Totenkopf" [10]
  - أوراق البلوط الثامنة والثمانين في 20 أبريل 1942 في رتبة أوبر غروبن فوهرر وقائد فافن إس إس وقائد فرقة SS- "Totenkopf" [10]
- شارة الجرح بالفضة [11]

### اقتباسات
1. 1 2  Dienstaltersliste der Schutzstaffel der NSDAP, Stand vom 1. Dezember 1936 (بالألمانية), 1. Dezember 1936, OCLC:6792109, QID:Q63098423 {{استشهاد}}: تحقق من التاريخ في: |publication-date= (help)
2. ↑  Kershaw 2008.
3. ↑  McNab 2009.
4. ↑  Hamilton 1984.
5. ↑  Flaherty 2004.
6. ↑  Ripley 2004.
7. 1 2  Mitcham & Mueller 2012.
8. ↑  Sydnor 1977.
9. ↑  Thomas 1997.
10. 1 2  Fellgiebel 2000.
11. ↑  Miller 2006.